# Strażnica WOP Godów
Strażnica Wojsk Ochrony Pogranicza Godów – zlikwidowany podstawowy pododdział Wojsk Ochrony Pogranicza pełniący służbę graniczną na granicy polsko-czechosłowackiej.

Strażnica Straży Granicznej w Godowie – zlikwidowana graniczna jednostka organizacyjna Straży Granicznej realizująca zadania bezpośrednio w ochronie granicy państwowej z Czechosłowacją/Republiką Czeską.

## Formowanie i zmiany organizacyjne
Strażnica została sformowana w 1945 w strukturze 45 komendy odcinka Jastrzębie Zdrój jako 208 strażnica WOP (Godów) o stanie 56 żołnierzy. Kierownictwo strażnicy stanowili: komendant strażnicy, zastępca komendanta do spraw polityczno-wychowawczych i zastępca do spraw zwiadu. Strażnica składała się z dwóch drużyn strzeleckich, drużyny fizylierów, drużyny łączności i gospodarczej. Etat przewidywał także instruktora do tresury psów służbowych oraz instruktora sanitarnego.
W 1947 siłami strażnicy nr 207 i strażnicy nr 208 wystawiono placówkę w Moszczenicy. W związku z reorganizacją oddziałów WOP 24 kwietnia 1948, 208 strażnica OP Godów została włączona w struktury 63 batalionowi Ochrony Pogranicza, a 1 stycznia 1951 42 batalionu WOP w Cieszynie. Od 15 marca 1954 w Wojskach Ochrony Pogranicza wprowadzono nową numerację strażnic, a strażnica WOP Godów I kategorii otrzymała nr 216 w skali kraju. 
W 1956 rozpoczęto numerowanie strażnic na poziomie brygady. Strażnica specjalna Godów była 6 w 4 Brygadzie Wojsk Ochrony Pogranicza.
31 grudnia 1959 była jako 20 strażnica WOP III kategorii Godów. W 1961 włączona została w skład 43 batalionu WOP Racibórz. 1 stycznia 1964 była jako 21 strażnica WOP lądowa III kategorii Godów i była w strukturach 42 batalionu WOP w Cieszynie.  

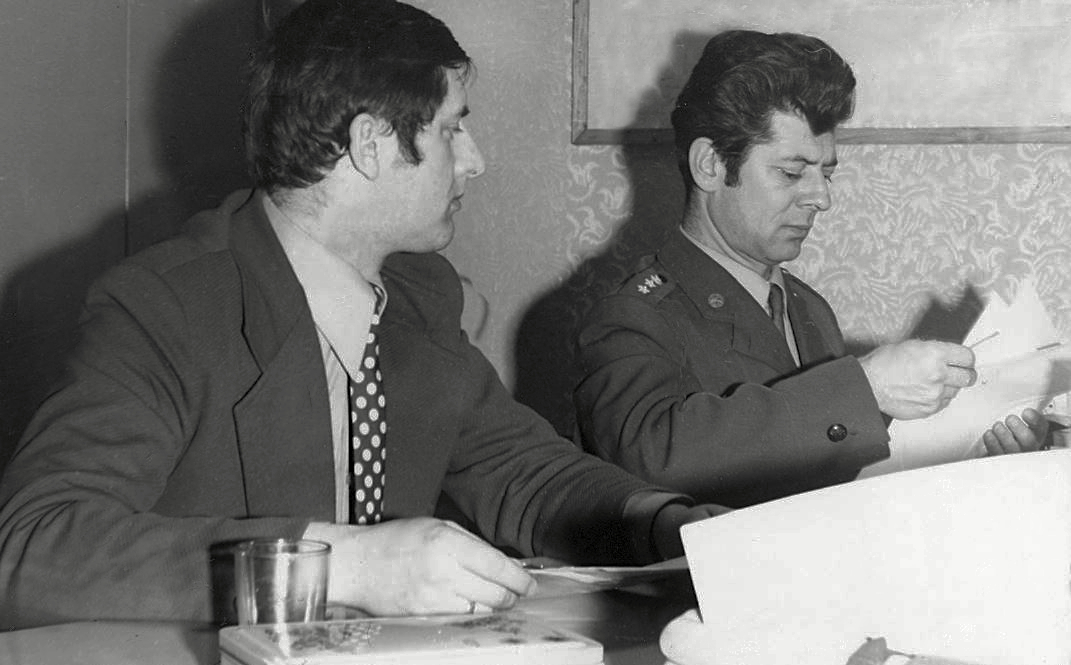
D-ca strażnicy por. Edward Moczała i por. Sławomir Żurawlow z referatu zwiadu WOP w Wodzisławiu Śląskim oceniają stan zagrożenia granicy państwowej (czerwiec 1974)

W kwietniu 1976, w związku z przejściem na dwuszczeblowy system dowodzenia, strażnicę podporządkowano bezpośrednio pod sztab 4 Górnośląskiej Brygady WOP w Gliwicach.
13 grudnia 1981 po wprowadzeniu stanu wojennego na terytorium kraju, dowódca GB WOP wewnętrznym rozkazem w miejscu stacjonowania poszczególnych batalionów, utworzył tzw. „wysunięte stanowiska dowodzenia” (zalążek przyszłych batalionów granicznych), którym podporządkował strażnice znajdujące się na odcinkach dawnych batalionów granicznych. Brygada wykonywała zadania ochrony granicy i bezpieczeństwa państwa wynikające z dekretu o wprowadzeniu stanu wojennego.
W 1983 Strażnica WOP Godów była w strukturach Jednostki WOP im. Ziemi Cieszyńskiej w Cieszynie, a w drugiej połowie 1984 batalionu granicznego GB WOP w Cieszynie.

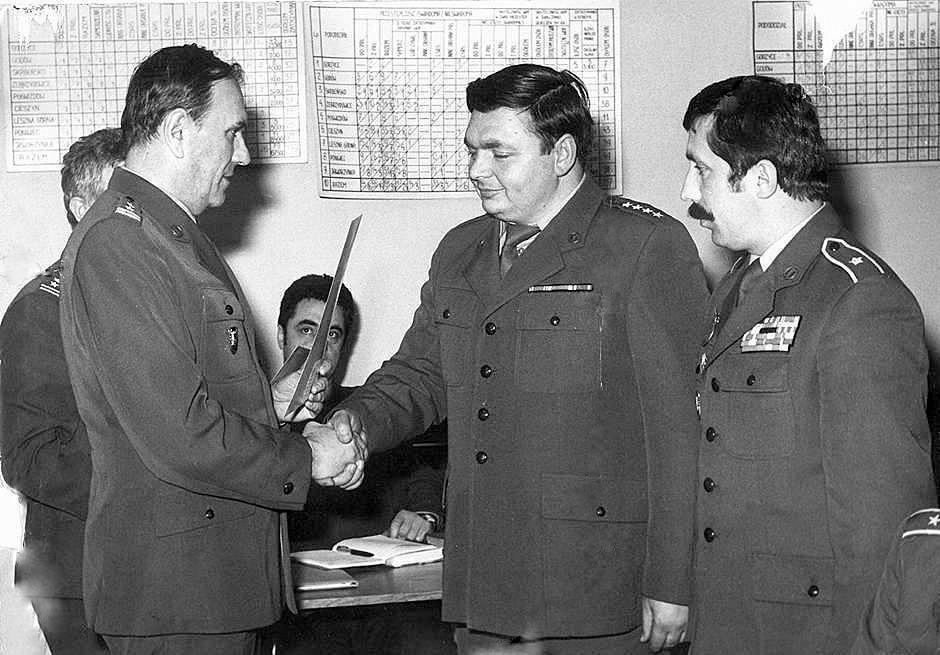
D-cy strażnic WOP: Godów chor. Adam Nowak (był 15.01.1986–30.09.1986) i Gorzyce kpt. Edward Muzyka z d-cą bg WOP Cieszyn ppłk Bolesław Cader i szefem sztabu bg WOP Cieszyn mjr Zenon Skowron (siedzi za stołem (1985)

Od 1989 stopniowo, po odejściu żołnierzy służby zasadniczej do rezerwy, strażnicę lądową rozwiniętą przekształcano w strażnicę lądową kadrową (na czas „P” kadrowa) i funkcjonowała do 15 maja 1991. Żołnierze służby zasadniczej WOP z ostatnich poborów nadal pełnili służbę w strażnicy już po utworzeniu Straży Granicznej, równolegle z przyjętymi do służby kandydackiej funkcjonariuszami SG, zaś strażnica jako kadrowa zaczęła funkcjonować już w strukturach SG.
Straż Graniczna:
15 maja 1991 po rozwiązaniu Wojsk Ochrony Pogranicza, 16 maja 1991 strażnica w Godowie przejęta została przez Śląski Oddział Straży Granicznej w Raciborzu (ŚlOSG) i przyjęła nazwę Strażnica Straży Granicznej w Godowie.
Funkcjonowała do 15 sierpnia 2005, kiedy to zarządzeniem Komendanta Głównego Straży Granicznej została rozwiązana. Ochraniany przez strażnicę odcinek granicy, przejęły Graniczna Placówka Kontrolna SG w Zebrzydowicach i Graniczna Placówka Kontrolna Straży Granicznej w Chałupkach, a obiekt został przekazany gminie i w sierpniu 2010 stał się siedzibą Gminnej Biblioteki Publicznej w Godowie.

## Ochrona granicy
Od 1947 załoga strażnicy wykonywała kontrolę graniczną i celną osób, towarów oraz środków transportu:
- Przejściowy Punkt Kontrolny MRG Gołkowice
- Przejściowy Punkt Kontrolny MRG Skrbeńsko.

1 stycznia 1964 na ochranianym odcinku przez strażnicę funkcjonowały przejścia graniczne małego ruchu granicznego (mrg) w których kontrolę graniczną i celną osób, towarów oraz środków transportu wykonywała załoga strażnicy:
- Gołkowice-Závada
- Łaziska-Věřnovice.

Do 12 grudnia 1989 rozwinięta strażnica lądowa WOP Godów I kategorii, ochraniała odcinek granicy państwowej:
- Włącznie znak graniczny nr III/354, wyłącznie znak gran. nr 369/11.

13 grudnia 1989, odcinek strażnicy został wydłużony po przejęciu części odcinka granicy państwowej po rozformowanej strażnicy WOP Skrbeńsko, tj. od znaku gran. nr III/354, włącznie do znaku gran. nr III/348.
Od 13 grudnia 1989 do 31 grudnia 1989, rozwinięta strażnica lądowa WOP Godów I kategorii, a od 1 stycznia 1990 do 15 maja 1991 kadrowa Strażnica WOP Godów, ochraniała odcinek granicy państwowej o długości 11343 m z czego 10000 m odcinek granicy rzeką Olzą:
- Włącznie znak gran. nr III/348, wyłącznie znak gran. nr 369/11.
- W okresie zimowym pas śnieżny sprawdzany był minimum: na głównym kierunku dwukrotnie, na pozostałym raz w ciągu doby.
- Współdziałała w zabezpieczeniu granicy państwowej z:
  - Strażnice WOP w: Zebrzydowicach i Gorzycach
  - Graniczna Placówka Kontrolna Zebrzydowice
  - Grupa Operacyjno-Rozpoznawcza Zwiadu w Wodzisławiu Śląskim.
- W ochronie granicy dowódcy strażnicy ściśle współpracowali ze swoimi odpowiednikami tj. naczelnikami placówek OSH (Ochrana Statnich Hranic) CSRS.

Straż Graniczna:
W okresie 16 maja 1991–październik 1999, Strażnica SG w Godowie ochraniała odcinek granicy państwowej o długości 11343 m z czego 10000 m odcinek granicy rzeką Olzą.
- Włącznie znak gran. nr I/148, wyłącznie znak gran. nr 169/11.

Październik 1999, odcinek strażnicy został wydłużony po przejęciu części odcinka granicy państwowej po zlikwidowanej strażnicy SG w Gorzycach, tj. od znaku gran. nr 169/11, włącznie do znaku gran. nr II/1b.
W okresie październik 1999–15 sierpnia 2005, Strażnica SG w Godowie ochraniała odcinek granicy państwowej o długości 17343 m z czego 15100 m odcinek granicy rzeką Olzą i około 1900 m granicy lądowej:
- Włącznie znak gran. nr I/148, wyłącznie znak gran. nr II/1b  .
- Komendant strażnicy współdziałał w zabezpieczeniu granicy państwowej z placówkami po stronie czeskiej cizinecké policie RCPP.

## Wydarzenia
- 1947 – na całym odcinku strażnicy wprowadzono zapory w miejscach dogodnych do przekroczenia granicy[13].
- 1956 – koniec czerwca, początek lipca w okresie tzw. „Wypadków poznańskich”, przy linii granicznej i w strefie działania, odnajdywano pakunki zawierające ulotki z tzw. „bibułą”, przytwierdzone do balonów leżących na ziemi[14]. W związku z masowością zjawiska, żołnierze otrzymali zezwolenie na użycie broni, celem zestrzelenia nisko przelatujących balonów (nawet jeśli znajdowały się na terytorium czechosłowackim, ale w zasięgu ognia – to samo czynili pogranicznicy czechosłowaccy)[15].
- 1976 – wycofano z granicy rowery, zastępując je motocyklami małolitrażowymi; WSK-175 dla kadry i WSK-125 dla żołnierzy służby zasadniczej (5–13 motocykli w zależności od obsady i na jakiej granicy). Wyposażone w łączność radiową motocykle stały się podstawowym środkiem transportu w służbie patrolowej i rozpoznawczej[16].
- 13 grudnia 1981–22 lipca 1983 – (stan wojenny w Polsce), normę służby granicznej dla żołnierzy podwyższono z 8 do 12 godzin na dobę. Ścisłą kontrolą objęto całą strefę nadgraniczną. W stan gotowości były postawione pododdziały odwodowe[17].

Straż Graniczna:
- 1993 – strażnica otrzymała na wyposażenie samochód osobowo-terenowy Land Rover Defender I 110 w zamian za UAZ 469 i motocykle Honda xl 125s w zamian za WSK 125.

## Sąsiednie graniczne jednostki organizacyjne
- 207 strażnica WOP Marklowice ⇔ 209 strażnica WOP Gorzyce – 1946
- 207a strażnica OP Skrbeńsko ⇔ 209 strażnica OP Gorzyce – po 1946
- 215 strażnica WOP Skrbeńsko ⇔ 217 strażnica WOP Gorzyce – 15.03.1954
- 5 strażnica WOP Skrbeńsko III kat. ⇔ 7 strażnica WOP Gorzyce II kat. – 1956
- 21 strażnica WOP Skrbeńsko IV kat. ⇔ 19 strażnica WOP Gorzyce III kat. – 1.01.1960
- 22 strażnica WOP Skrbeńsko lądowa IV kat. ⇔ 20 strażnica WOP Gorzyce lądowa III kat. – 1.01.1964
- Strażnica WOP Skrbeńsko lądowa rozwinięta II kat. ⇔ Strażnica WOP Gorzyce lądowa rozwinięta II kat. – do 12.12.1989
- Strażnica WOP Zebrzydowice lądowa rozwinięta I kat. ⇔ Strażnica WOP Gorzyce lądowa rozwinięta II kat. – 13.12.1989–6.04.1990
- Strażnica lądowa kadrowa WOP Zebrzydowice ⇔ Strażnica lądowa kadrowa WOP Gorzyce – 17.04.1990–15.05.1991

Straż Graniczna:
- Strażnica SG w Zebrzydowicach ⇔ Strażnica SG w Gorzycach – 16.05.1991–10.1999
- Strażnica SG w Zebrzydowicach ⇔ Strażnica SG w Chałupkach – 10.1999–1.01.2003
- GPK SG w Zebrzydowicach ⇔ GPK SG w Chałupkach – 2.01.2003–15.08.2005.

## Komendanci/dowódcy strażnicy
- por. Michał Radziecki (wiosna 1947–jesień 1948[g][18])
- por. Bronisław Tomczyk (do 1949)[19]
- Stanisław Wąsowicz (1.01.1951–16.09.1952)[20]
- st. sierż. Marian Korusiewicz (był w 1953)
- Eugeniusz Ambroziak (16.03.1953–8.11.1954)[h][21]
- por./mjr Edward Moczała[22] (był w 06.1974[23]–był w 1984[24])[i]
- chor. Adam Nowak[25] (był 15.01.1986–30.09.1986)[j]
- ppor./por. Zdzisław Czopek[26] (1.10.1986–1.04.1991[k])

Komendanci strażnicy SG:
- por. SG/mjr SG Zdzisław Czopek (2.04.1991–15.08.2005) – do rozformowania[l].